# ブローニ
ブローニ（伊: Broni）は、イタリア共和国ロンバルディア州パヴィーア県にある、人口約9,400人の基礎自治体（コムーネ）。

## 地理

### 位置・広がり

#### 隣接コムーネ
隣接するコムーネは以下の通り。
- バルビアネッロ
- カンポスピノーゾ・アルバレード (アルバレード・アルナボルディ)
- カンネート・パヴェーゼ
- チゴニョーラ
- ピエトラ・デ・ジョルジ
- レダヴァッレ
- サン・チプリアーノ・ポー
- ストラデッラ

### 気候分類・地震分類
気候分類では、zona E, 2628 GGに分類される。
また、イタリアの地震リスク階級 (it) では、zona 3 (sismicità bassa) に分類される
。

## 行政

### 分離集落
ブローニには、以下の分離集落（フラツィオーネ）がある。
- Casa Bernini, Cascina Monache, Casottelli, Cassino Po, Colombaia dei Ratti, Colombarone, Colombirola, Fontanile di Vescovera, Pirocco, Vescovera

## 姉妹都市
- フェラーラ、イタリア 2001年